# Торо, Карлос
Карлос Торо (исп. Carlos Antonio Toro Coronado род. 4 февраля 1976, Сантьяго) — чилийский футболист, выступавший на позиции вратаря. Известен своими выступлениями за клубы Чили, а также за сборную Чили.

## Биография
Карлос Антонио Торо Коронадо родился 4 февраля 1976 года в Винья-дель-Мар, Чили. Свою футбольную карьеру он начал в клубе «Эвертон», где дебютировал в 1994 году. В 1999 году он перешёл в «Сан-Луис Кильота», а затем в 2000 году присоединился к Сантьяго Уондерерс, где провёл три сезона. В 2001 году он стал чемпионом Чили в составе «Сантьяго Уондерерс».
В 2003 году Торо вернулся в «Эвертон», где провёл ещё два сезона. Завершил свою карьеру в 2005 году в клубе «Провинсиаль Осорно».
В сборной Чили Карлос Торо дебютировал 21 марта 2001 года в товарищеском матче против Гондураса. Всего за сборную он провёл 3 матча, не пропустив ни одного гола. Он также был включён в состав сборной на Кубок Америки 2001 года, где Чили дошла до четвертьфинала.